# BIGBELL
BIGBELL（ビッグベル）は、日本の音楽ユニット。現在は活動休止中である。

## 概要
大阪音楽大学声楽科に在籍していた西原大介と鈴木貴雄が、オペラやミュージカルの舞台出演の傍ら、グランドピアノを重ねて弾き合い、歌い合うというスタイルを形成し、自らの音楽を追求、2001年、正式にユニット結成。
2008年1月23日、シングル『風の色』でメジャーデビュー。主に関東・近畿をはじめとする全国各地でオープン・スペースでのライブやチャリティーコンサートの出演などで活躍してきた。
2012年3月31日、公式サイト内にて活動休止を発表した（解散ではない）。

## メンバー
- DAISUKE（コンポーザー、ピアノ担当）- 本名：西原大介。1973年6月7日、兵庫県神戸市出身
- TAKAO（ボーカル、ピアノ担当）- 本名：鈴木貴雄。1972年12月5日、大阪府大阪市出身

## 所属
- ヒラタオフィス音楽企画（2008年 - ?）

## DISCOGRAPHY

### シングル
- 1st MAXI Single『風の色』 - ユニバーサルJ （2008年1月23日発売）
  1. 『風の色』 - テレビ朝日系『旅の香り〜四季の名宿めぐり〜』テーマソング
  2. 『君へ』
  3. 『白夜の蝶』
  4. 『風の色』Instrumental

- 2nd MAXI Single『I am the Earth～みんなの言葉を歌にのせて～』 - テイチクエンタテインメント （2010年1月20日発売）
  1. 『I am the Earth～みんなの言葉を歌にのせて～』 - BSジャパン『美人女将とほろ酔いロハストーク〜おつまみ亭〜』テーマソング
  2. 『うた』 - テレビ朝日系『旅の香り』テーマソング
  3. 『I am the Earth～みんなの言葉を歌にのせて～』Instrumental
  4. 『うた』Instrumental

### ソロアルバム
- 『こころの場所』 - AtoNo Records （2007年7月6日発売）
  1. 『藍』 - テレビ朝日系『旅の香り』2005年10月～2007年9月テーマソング
  2. 『ほのか』 - テレビ朝日『ちい散歩』テーマ曲

、ほか

### オムニバスアルバムへの参加
ソロアルバム以外にも、オムニバスアルバムに楽曲収録の形で参加している。
- 『Feel New Asia II』 - 東芝EMI（2003年2月26日発売）
『ひかりのかけら』 - テレビ朝日系『旅の香り 時の遊び』2002年4月～エンディングテーマ曲
- 『Asian Vision』 - 東芝EMI（2005年3月16日発売）
『ひかりのかけら』
- 『Feel New Asia III』 - 東芝EMI（2007年5月30日発売）
『ほのか』 - テレビ朝日『ちい散歩』テーマ曲
- 『Best of New Asia』 - 東芝EMI （2007年5月30日発売）
『ほのか』 - テレビ朝日『ちい散歩』テーマ曲
- 『ブロードキャスト・トラックス テレビ朝日編』 - ユニバーサルミュージック（2009年11月11日発売）
『ほのか』 - 『ちい散歩』テーマ曲

## 音楽担当

### テレビ
- 『旅の香り』シリーズ（テレビ朝日系）
- 『ちい散歩』（テレビ朝日）
- 『美人女将とほろ酔いロハストーク〜おつまみ亭〜』（BSジャパン）

### CM
- TOYOTA
- EPSONカラープリンタ
- 新光貴
- ベストアメニティ（ナチュラルクック）